# Французский вестник
«Французский вестник. Приложение к газете „Либерти. Канзас ивнинг сан“» или просто «Французский вестник» (англ. The French Dispatch) — американский комедийно-драматический фильм, режиссёром и сценаристом которого выступает Уэс Андерсон. В основу сценария легла история, написанная Андерсоном в сотрудничестве с Романом Копполой, Хьюго Гиннессом и Джейсоном Шварцманом. Фильм рассказывает о редакции вымышленного американского еженедельного журнала The French Dispatch of the Liberty, Kansas Evening Sun, офис которого расположен во Франции.
В фильме снимались Бенисио Дель Торо, Эдриен Броуди, Тильда Суинтон, Леа Сейду, Фрэнсис Макдорманд, Тимоти Шаламе, Лина Кудри, Джеффри Райт, Матьё Амальрик, Стив Парк, Билл Мюррей, Оуэн Уилсон, Кристоф Вальц. Эпизодические роли сыграли несколько актёров, постоянно сотрудничающих с Андерсоном. В их числе — Лев Шрайбер, Эдвард Нортон, Уиллем Дефо, Сирша Ронан, Джейсон Шварцман и Анжелика Хьюстон.
Мировая премьера «Французского вестника» состоялась на 74-м Каннском кинофестивале 12 июля 2021 года. Компания Searchlight Pictures выпустила картину в прокат США 22 октября 2021 года. Фильм собрал в международном прокате 42,3 миллиона долларов при производственном бюджете в 25 миллиона, и получил в основном положительные отзывы критиков, которые похвалили стиль Андерсона, постановку и актёрскую игру.

## Сюжет
Артур Ховитцер-младший (Билл Мюррей), главный редактор «Французского вестника», внезапно умирает от сердечного приступа. В соответствии с его завещанием, издание журнала немедленно закрывается после последнего, прощального выпуска, с выплатами сотрудникам и компенсациями подписчикам. В этом выпуске публикуется экскурсия по Аннуи-сюр-Блазе, три статьи из прошлых выпусков и некролог.

#### Репортёр на велосипеде
Репортёр Эрбсен Сазерак (Оуэн Уилсон) предлагает велосипедную экскурсию по городу Аннуи-сюр-Блазе, демонстрируя несколько ключевых мест, таких как пассаж, кафе «Le Sans Blague» и переулок мясников. Он сравнивает прошлое и настоящее каждого места, демонстрируя, как много изменилось в Аннуи-сюр-Блазе с течением времени.

#### Железобетонный шедевр
Репортёр Дж. К. Л. Беренсен (Тильда Суинтон) читает лекцию в художественной галерее своего бывшего работодателя, Апшуры Клампетта (Лоис Смит), в которой она подробно рассказывает о карьере Моузеса Розенталера (Бенисио Дель Торо). Розенталер, психически неуравновешенный художник, отбывающий наказание в тюрьме Аннуи-сюр-Блазе за убийство, рисует абстрактный обнаженный портрет Симоны (Леа Сейду), тюремного надзирателя, с которой у него развиваются отношения. Жюльен Кадацио (Эдриен Броуди), арт-дилер, также отбывающий наказание за уклонение от уплаты налогов, сразу же забирает картину, увидев её на художественной выставке заключенных, и покупает её, несмотря на протесты Розенталера. После своего освобождения Кадацио убеждает своих двух дядей выставить художника на обозрение. Вскоре Розенталер становится сенсацией в мире искусства, его картины пользуются большим спросом. В частном порядке Розенталер ищет вдохновение и посвящает себя долгосрочному проекту.
Три года спустя, Кадацио и толпа художников, возмущенные отсутствием каких-либо новых картин, подкупом пробрались в тюрьму, чтобы заставить Розенталера что-то придумать. В тюрьме они обнаруживают, что он нарисовал серию фресок на бетонных плитах в тюремной комнате. Возмущенный тем, что «картины» невозможно достать из тюрьмы, Кадацио вступает в драку с Розенталером, но вскоре начинает ценить картины такими, какими они есть и примиряется с Розенталером. Позже Кадацио принимает меры, чтобы всю комнату с фресками перевезли по воздуху из тюрьмы Аннуи-сюр-Блазе в частный музей в Канзас, принадлежащий Клампетта.
За свои действия по предотвращению тюремных бунтов, вспыхнувших во время показа картин, Розенталер освобожден с «пожизненным испытательным сроком». Упоминается, что, хотя Симона и Розенталер вели переписку после его освобождения, он позже вступил в сексуальные отношения с Беренсен.

#### Поправки к манифесту
Репортёр Люсинда Кременц (Фрэнсис Макдорманд) сообщает о студенческом протесте, вспыхнувшем на улицах Аннуи-сюр-Блазе, который вскоре вылился в «шахматную революцию». Изначально протест вызван желанием мальчиков получить доступ в общежитие для девочек. Несмотря на настойчивость Кременц в сохранении «журналистского нейтралитета», у неё завязывается короткий роман с самопровозглашенным лидером восставших студентов Дзеффирелли (Тимоти Шаламе). Кременц тайно помогает ему написать манифест и добавляет своё приложение. Джульетта (Лина Кудри), революционерка, не впечатлена манифестом, в частности приложением к нему. После того, как Дзеффирелли и Джульетта на баррикадах вкратце выражают Кременц свое несогласие по поводу содержания манифеста, она говорит им «пойти и заняться любовью», что они и делают.
Несколькими неделями позже Дзеффирелли вносит поправки к манифесту. По пиратской радиостанции революционеров он собирается зачитать их, но вдруг трансляция прерывается. Дзеффирелли погибает, упав с радиовышки при попытке починить её. Вскоре фотография с его изображением становится символом студенческого движения.

#### Приватная столовая комиссара полиции
Репортёр Ройбак Райт (Джеффри Райт) во время ток-шоу с ведущим (Лев Шрайбер) рассказывает историю своего посещения частного ужина с комиссаром полиции (Матьё Амальрик) Аннуи-сюр-Блазе, приготовленного легендарным поваром, лейтенантом Нескафье (Стив Парк). Ужин прерывается, когда сына комиссара Джиджи похищают с целью выкупа. После серии допросов с пристрастием полиция обнаруживает убежище похитителей и начинает наблюдение. После перестрелки полицейских с похитителями Джиджи удается настучать по трубе сообщение на азбуке Морзе, чтобы «отправили повара». Лейтенанта Нескафье отправляют в убежище похитителей, якобы для того, чтобы обеспечить их и Джиджи едой, но еда пропитана ядом. Все преступники отравлены ядом вместе с лейтенантом Нескафье после того, как его заставили попробовать еду первым. Но один преступник (Эдвард Нортон), не пробовавший блюда повара, сбегает с Джиджи и ведет полицию в погоню. Джиджи удается вырваться из люка на крыше автомобиля и прыгнуть в полицейскую машину к отцу.
В офисе «Французского вестника» Ховитцер говорит Райту вставить удаленный фрагмент, называя его лучшим во всей статье. В отрывке выздоравливающий лейтенант Нескафье говорит Райту, что вкус яда не похож ни на что, что он когда-либо пробовал раньше.

#### Некролог
Сотрудники «Французского вестника» оплакивают смерть Артура Ховитцера-младшего. Все вместе они приступают к работе над финальным выпуском, чтобы почтить его память.

## В ролях

#### Бюро «Французского вестника»
- Билл Мюррей — Артур Ховитцер-младший, редактор «Французского вестника», прототипом которого выступил Гарольд Росс[англ.], соучредитель «The New Yorker»
- Оуэн Уилсон — Эрбсен Сазерак, автор путевых очерков и штатный сотрудник «Французского вестника», прототипом которого послужил Джозеф Митчелл, публицист «The New Yorker»
- Элизабет Мосс — Алюмна, выпускающий редактор «Французского вестника»
- Джейсон Шварцман — Гермес Джонс, карикатурист и сотрудник «Французского вестника»
- Фишер Стивенс — литературный редактор
- Гриффин Данн — юрисконсульт
- Уолли Володарски[англ.] — журналист
- Анжелика Бетти Феллини — корректор
- Анжелика Хьюстон — рассказчица
- Брюно Дельбоннель — Тип-Топ, французский поп-певец

#### «Железобетонный шедевр» Дж. К. Л. Беренсен
- Тильда Суинтон — Дж. К. Л. Беренсен, писательница и штатная сотрудница «Французского вестника»
- Бенисио Дель Торо — Моузес Розенталер, художник, находящийся в тюрьме
  - Тони Револори — Моузес Розенталер в молодости
- Эдриен Броуди — Жюльен Кадацио, арт-дилер, прототипом которого стал лорд Дювин
- Леа Сейду — Симона, тюремный охранник и муза Розенталера
  - Лу Лампрос — Симона в 16
- Лоис Смит — Апшур Клампетт, коллекционер произведений искусства
- Генри Уинклер — дядя Джо, дядя и деловой партнёр Кадацио
- Боб Балабан — дядя Ник, дядя и деловой партнёр Кадацио
- Дени Меноше — тюремный охранник

#### «Поправки к манифесту» Люсинды Кременц
- Фрэнсис Макдорманд — Люсинда Кременц, журналистка «Французского вестника», пишущая статью о студенческих акциях протеста
- Тимоти Шаламе — Дзеффирелли, студент-революционер, парень Джульетты
- Лина Кудри — Джульетта, студентка-революционерка; подруга Дзеффирелли
- Алекс Лоутер — Морисо, студент-революционер
- Мохаммед Бельхаджин — Митч Митч, студент-революционер
- Руперт Френд — сержант на учениях
- Сесиль де Франс — миссис Б.
- Гийом Гальен — мистер Б.
- Кристоф Вальц — Пол Дюваль, коллекционер
- Николас Авини — Виттель, студент-революционер
- Лили Талеб — подруга Джульетты
- Тохиб Джимон — первый кадет, актёр, исполняющий роль призывника
- Стефан Бак — специалист по коммуникациям

#### «Приватная столовая комиссара полиции» Ройбака Райта
- Джеффри Райт — Ройбак Райт, автор очерков о еде, прототипом которого послужили писатель Джеймс Болдуин и журналист А. Дж. Либлинг[англ.]
- Матьё Амальрик — комиссар, полицейский, у которого похитили сына
- Стив Парк[англ.] — лейтенант Нескафье, полицейский, непревзойденный кулинар, готовящий лично для комиссара
- Лев Шрайбер — ведущий ток-шоу
- Эдвард Нортон — Джо Лефевр, шофёр, похититель
- Уиллем Дефо — Альберт Абакус, заключённый и бухгалтер преступного мира
- Сирша Ронан — первая Шоугёрл, участница банды похитителей
- Ипполит Жирардо — Шу-флёр
- Уинстон Эллаль — Джиджи, сын комиссара
- Морисе Кодива — Маман
- Дамьен Боннар — детектив

## Производство

### Предыстория
Фильм позиционируется как «любовное письмо журналистам аванпоста американской газеты в вымышленном французском городе XX века», в котором представлены три основные сюжетные линии. Все они связаны с публикациями в американском журнале «Французский вестник» (еженедельном приложении к канзасской газете «Либерти, Канзас Ивнинг Сан»), редакция которого располагается в городке Аннуи-сюр-Блазе (в буквальном переводе с французского — «Скука-над-апатией»).
Источником вдохновения при создании фильма для Уэса Андерсона послужил журнал «The New Yorker», страстным поклонником которого он являлся ещё со школьных времён. Некоторые персонажи и события в фильме позаимствованы из реальных статей в этом журнале. К примеру, прототипом главного редактора «Французского вестника» Артура Ховитцера-младшего в исполнении Билла Мюррея послужил один из учредителей «The New Yorker» Гарольд Росс. Одна из трёх сюжетных линий рассказывает о студенческих акциях протеста во Франции в мае 1968 года, которым была посвящена статья Мейвис Галлант «События в мае: Парижская тетрадь». Основой другого сюжета с участием Эдриена Броуди в роли Жюльена Кадацио послужила серия публикаций «Дни Дювина» об арт-дилере лорде Дювине.

### Подбор актёров и производство
В августе 2018 года сообщалось, что Уэс Андерсон выступит режиссёром и сценаристом ещё неназванного музыкального фильма, действие которого будет происходить во Франции после Второй мировой войны. В ноябре 2018 года было объявлено, что продюсером фильма выступит Джереми Доусон, а в главных ролях сыграют Тильда Суинтон и Матьё Амальрик. Вскоре Доусон подтвердил, что фильм не является мюзиклом. Кроме того, по слухам, роли в фильме должны были сыграть Натали Портман и Брэд Питт. В декабре 2018 года было объявлено, что Уэс Андерсон напишет сценарий и поставит фильм, в котором роли сыграют Фрэнсис МакДорманд, Билл Мюррей, Бенисио дель Торо и Джеффри Райт. В том же месяце было подтверждено, что Леа Сейду сыграет роль в фильме. Также стало известно, что Стивен Райлс выступит продюсером от «Indian Paintbrush», а компания Searchlight Pictures выступит дистрибьютором. Роль Тимоти Шаламе, присоединившегося к актёрскому составу, была написана специально для него. Позже в том же месяце к актёрскому составу присоединились Лоис Смит и Сирша Ронан.
В январе 2019 года к актёрскому составу присоединились Оуэн Уилсон, Эдриен Броуди, Генри Уинклер, Уиллем Дефо, Боб Балабан, Стив Парк, Денис Меноше, Лина Кудри, Алекс Лоутер, Феликс Моати, Бенжамен Лаверн, Гийом Галльен и Сесиль де Франс. Вскоре стало известно, что Роберт Йомен выступит оператором фильма. В феврале 2019 года к актёрскому составу присоединились Уолли Володарски, Фишер Стивенс, Гриффин Данн и Джейсон Шварцман. В апреле 2019 года к актёрскому составу присоединились Кристоф Вальц, Руперт Френд и Элизабет Мосс. Изначально Кейт Уинслет также была частью актёрского состава, но ей пришлось покинуть проект, чтобы подготовиться к своей следующей роли в фильме «Аммонит».

### Съёмки
Съёмки начались в ноябре 2018 года, в городе Ангулем и завершились в марте 2019 года. Мюррей, у которого есть небольшая роль в фильме, снял свои сцены в течение двух дней.

### Маркетинг
Афиша фильма, нарисованная Хави Азнаресом, была показана 11 февраля 2020 года. Премьера первого трейлера состоялась на следующий день, 12 февраля.

## Прокат
Компания Searchlight Pictures получила права на прокат фильма в сентябре 2019 года. Премьера картины должна была состояться на Каннском кинофестивале 12 мая 2020 года, а выход в широкий прокат был запланирован на 24 июля 2020 года, однако из-за пандемии COVID-19 фестиваль был отменён, а фильм убран из летнего расписания. Мировая премьера «Французского вестника» состоялась 12 июля на 74-м Каннском кинофестивале. Компания Searchlight Pictures выпустила картину в прокат США 22 октября 2021 года.
Первоначально релиз фильма в России был запланирован на 28 октября 2021 года, однако после серии переносов сдвинулся на 18 ноября.

## Реакция

### Кассовые сборы
По данным на 29 ноября 2021 года, «Французский вестник» собрал $33,4 млн, включая $14,5 млн в США и Канаде и $18,9 млн — в других странах.
В дебютные выходные фильм собрал 1,3 миллиона долларов в 52 кинотеатрах при средних сборах в 25 000 долларов на кинотеатр, что является лучшим показателем сборов на кинотеатр во время пандемии COVID-19. В следующие выходные фильм расширился до 788 кинотеатров и собрал 2,75 миллиона долларов. В третьи выходные фильм продолжил расширяться и собрал 2,6 миллиона долларов в 1205 кинотеатрах.

### Оценки критиков
На агрегаторе рецензий Rotten Tomatoes «рейтинг свежести» фильма составляет 75 % на основе 255 рецензий со средней оценкой 7,1/10. Консенсус критиков гласит: «Французский вестник — любящая ода духу журналистики — больше всего понравится поклонникам тщательно продуманной эстетики Уэса Андерсона». На сайте-агрегаторе Metacritic средневзвешенная оценка фильма составляет 74 из 100, на основе 56 рецензий, что указывает на «в целом положительные отзывы».
Дэвид Руни из The Hollywood Reporter похвалил «созданные вручную визуальные изыски и эксцентричные выступления» и написал: «Хотя „Французский вестник“ может показаться антологией виньеток без сильной, всеобъемлющей темы, каждый момент отмечен любовью Андерсона к письменному слову и чудаковатым персонажам, которые посвящают этому свою профессиональную жизнь». В статье для The Guardian Питер Брэдшоу сказал: «Это может быть не пиком того, чего он [Андерсон] может достичь, но для чистого ежеминутного удовольствия, и для смеха этот фильм — наслаждение». Софи Монкс Кауфман из издания Hyperallergic отметила, что «хотя за оглушительным фейерверком деталей иногда довольно трудно следить за сюжетом, погрузиться в мир „Французского вестника“ — сплошное удовольствие». Джейсон Горбер из Slashfilm назвал фильм «космическим путешествием для души ценителей кино».
Зрители 74-го Каннского кинофестиваля наградили фильм девятиминутными овациями.

### Награды и номинации
| Год  | Церемония                                    | Категория                                             | Номинант                                                     | Результат |
| ---- | -------------------------------------------- | ----------------------------------------------------- | ------------------------------------------------------------ | --------- |
| 2021 | Каннский кинофестиваль                       | Золотая пальмовая ветвь                               | Уэс Андерсон                                                 | Номинация |
| 2021 | Международный фестиваль Camerimage           | Золотая лягушка                                       | Уэс Андерсон (режиссёр), Роберт Йомен (оператор)             | Номинация |
| 2021 | Hollywood Music in Media Awards              | Лучший оригинальный саундтрек в полнометражном фильме | Александр Деспла                                             | Номинация |
| 2021 | Международный кинофестиваль в Сан-Себастьяне | Приз зрительских симпатий города Доностия             | Уэс Андерсон                                                 | Номинация |
| 2021 | «Кайе дю синема»                             | 6-е место в списке лучших фильмов года                | Уэс Андерсон                                                 | Победа    |
| 2022 | «Спутник»                                    | Лучший фильм — комедия или мюзикл                     | «Французский вестник»                                        | Номинация |
| 2022 | «Спутник»                                    | Лучший художник-постановщик                           | Рена Деанджело и Адам Штокхаузен                             | Номинация |
| 2022 | «Спутник»                                    | Лучшая музыка к фильму                                | Александр Деспла                                             | Номинация |
| 2022 | Ассоциация кинокритиков Голливуда            | Лучший художник-постановщик                           | Рена Деанджело и Адам Штокхаузен                             | Номинация |
| 2022 | Ассоциация кинокритиков Голливуда            | Лучшая музыка к фильму                                | Александр Деспла                                             | Номинация |
| 2022 | «Золотой глобус»                             | Лучшая музыка к фильму                                | Александр Деспла                                             | Номинация |
| 2022 | BAFTA                                        | Лучший дизайн костюмов                                | Милена Канонеро                                              | Номинация |
| 2022 | BAFTA                                        | Лучший художник-постановщик                           | Рена Деанджело и Адам Штокхаузен                             | Номинация |
| 2022 | BAFTA                                        | Лучшая оригинальная музыка                            | Александр Деспла                                             | Номинация |
| 2022 | «Выбор критиков»                             | Лучшая комедия                                        | «Французский вестник»                                        | Номинация |
| 2022 | «Выбор критиков»                             | Лучший художник-постановщик                           | Рена Деанджело и Адам Штокхаузен                             | Номинация |
| 2022 | Премия Лондонского кружка кинокритиков       | Сценарист года                                        | Уэс Андерсон                                                 | Номинация |
| 2022 | Премия Лондонского кружка кинокритиков       | Британская/ирландская актриса года                    | Тильда Суинтон                                               | Номинация |
| 2022 | Премия Лондонского кружка кинокритиков       | Лучший актёр второго плана                            | Джеффри Райт                                                 | Номинация |
| 2022 | Премия Лондонского кружка кинокритиков       | Техническое достижение года                           | Адам Штокхаузен (художник-постановщик)                       | Номинация |
| 2022 | Премия Гильдии сценаристов США               | Лучший оригинальный сценарий                          | Уэс Андерсон, Роман Коппола, Хьюго Гиннесс, Джейсон Шварцман | Номинация |
| 2022 | «Бодиль»                                     | Лучший американский фильм                             | Уэс Андерсон                                                 | Номинация |